# 茶食品

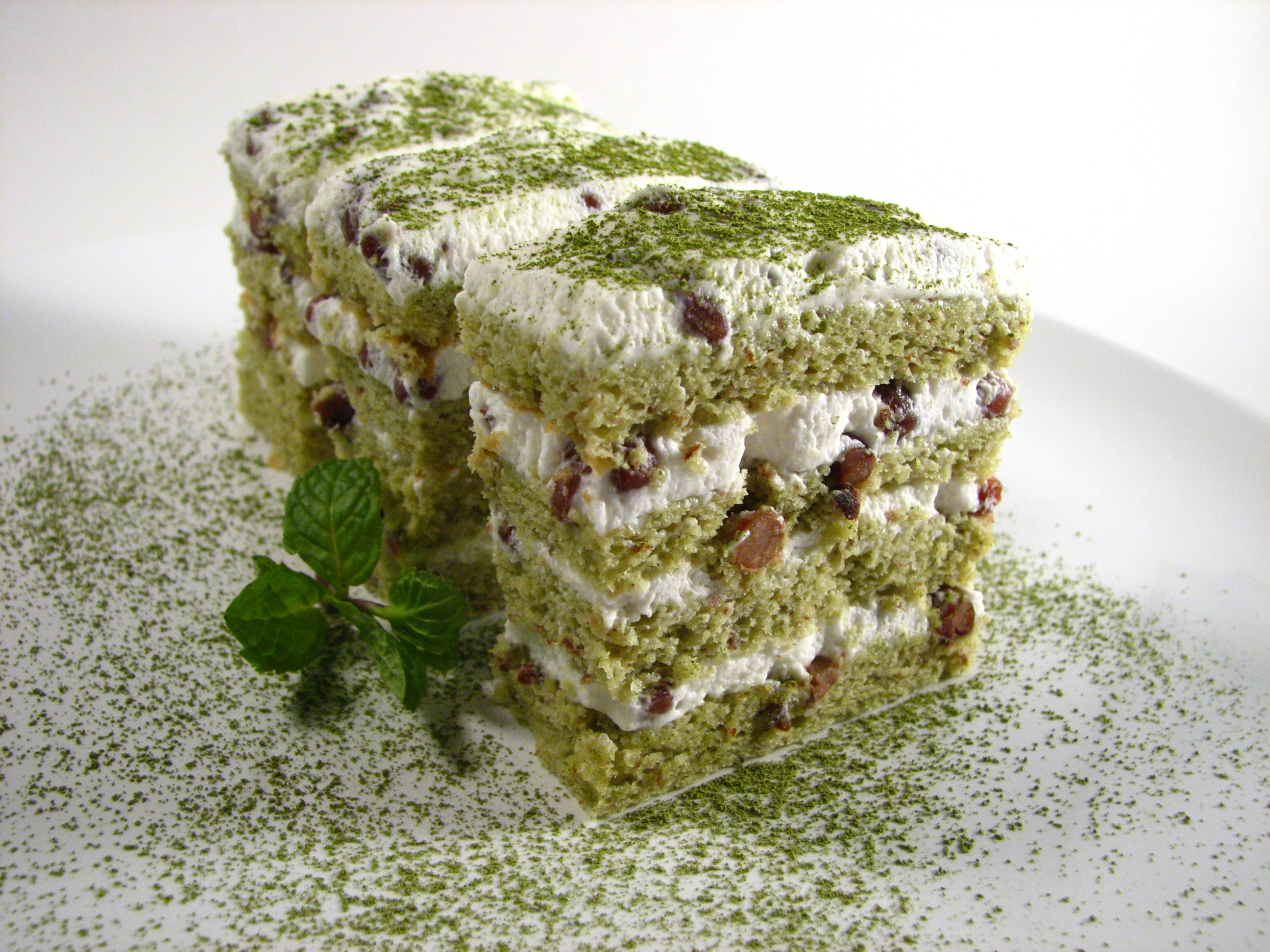
抹茶蛋糕

茶食品是含有茶叶或其味道的食品；茶做成的菜品，也叫茗菜、茶菜、茶食、茶膳。